# Candace Cameron Bure
Pour les articles homonymes, voir Cameron et Bure.
Candace Cameron Bure, est une actrice et productrice américaine, née le 6 avril 1976 à Panorama City (Californie).
De 1987 à 1995, l'actrice se fait connaître du grand public, grâce à son rôle de D.J. Tanner, dans la sitcom américaine, La Fête à la maison puis dans la suite de 2016, La Fête à la maison : 20 ans après.

## Biographie
Elle est la fille de Robert Cameron, professeur, et Barbara Cameron (née Bausmith), mère au foyer.

### Carrière

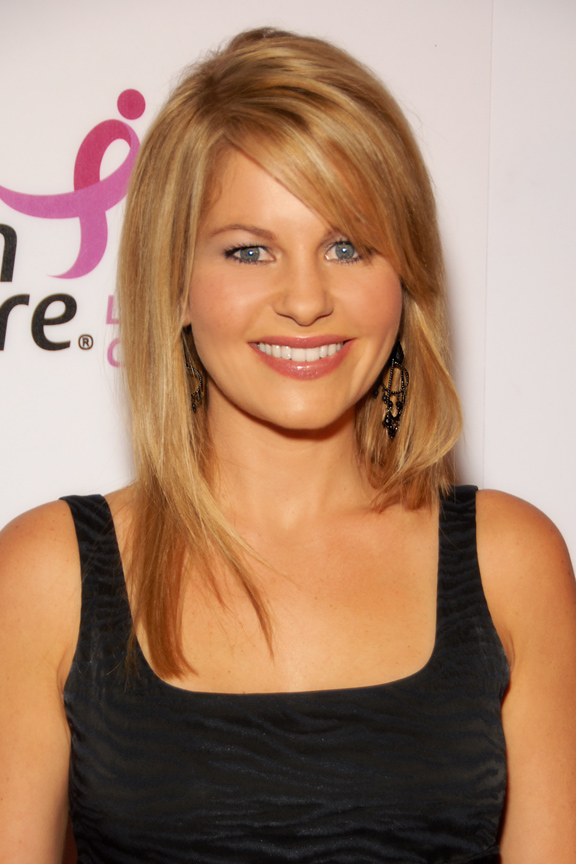
Candace Cameron Bure le 24 septembre 2009.

Sur les traces de son frère aîné Kirk Cameron, elle entame très tôt une carrière d'actrice. Elle commence par tourner dans un certain nombre de publicités télévisuelles, puis enchaîne les petits rôles dans des séries connues telles que St. Elsewhere, Punky Brewster, Madame est servie et Quoi de neuf, docteur ?.
En 1986, à 10 ans, elle obtient après une audition le rôle de D.J. Tanner dans la série La fête à la maison. Elle a impressionné les dirigeants de studio et les producteurs qui retarderont l'enregistrement du pilote pour lui permettre d'achever ses tournages sur d'autres productions.
Alors qu'elle joue dans La fête à la maison, elle apparaît dans quelques téléfilms dont Le mot de la fin avec Tom Hanks et Sally Field et L'amour à l'envers, comédie pour adolescents réalisée par John Hughes dans laquelle elle interprète la jeune sœur d'Eric Stoltz. Elle est également la vedette d'un épisode de Bill Nye The Science Guy, un programme éducatif sur la science.
Après la fin de La fête à la maison, elle fait quelques apparitions dans des séries à succès comme Cybill et des téléfilms. Elle joue une adolescente tuée par son petit ami possessif dans Un amour étouffant, une adolescente violée dans L'innocence perdue et le rôle vedette d'une jeune femme enquêtant sur un meurtre dont elle a eu des visions dans Au-delà des rêves.
Après la naissance de ses enfants, elle met sa carrière entre parenthèses pour se consacrer à sa famille.
En 2014, elle participe à la 18e saison de Dancing with the Stars.
En 2015, elle fait partie des intervenantes de l'émission télévisée The View.
Depuis 2016, elle est de retour dans le rôle de D.J. Tanner-Fuller, dans La Fête à la maison : 20 ans après, diffusée sur Netflix.
Le 8 décembre 2016, elle annonce quitter The View en raison de conflits d'engagement entre La Fête à la maison : 20 ans après et les projets de Hallmark Channel, ainsi que sa vie de famille.
En 2022, elle devient directrice de contenu chez GAC Media.

### Vie privée

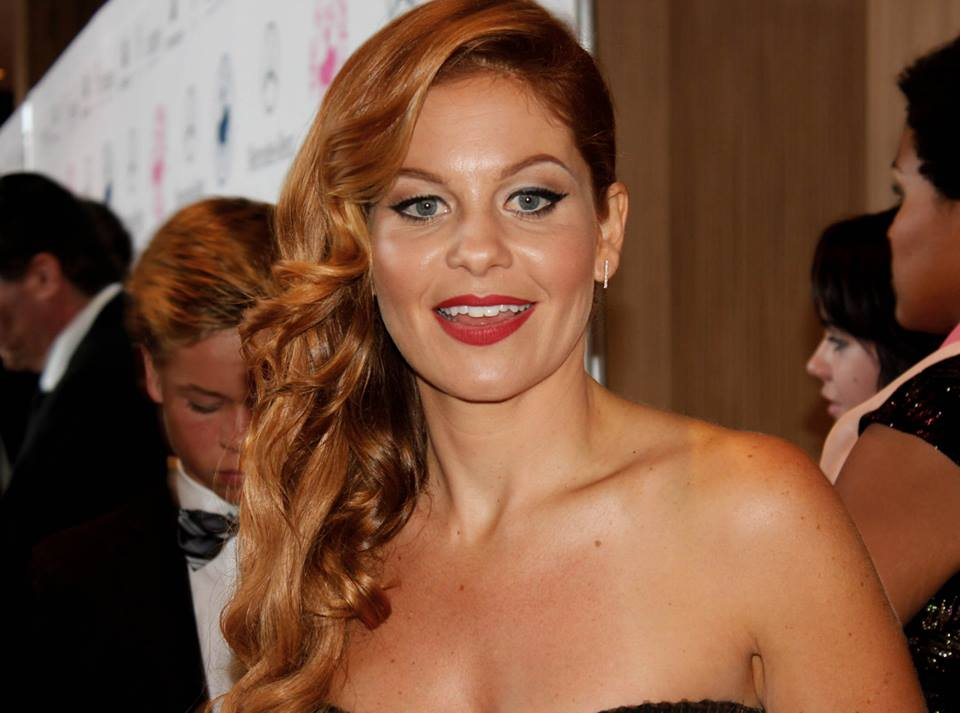
Candace Cameron Bure en 2014.

Candace Cameron est mariée avec Valeri Bure (champion de hockey sur glace) depuis juin 1996. Ils ont une fille et deux fils : Natasha Valerievich née le 15 août 1998, Lev Valerievich né le 20 février 2000 et Maksim Valerievich né le 20 janvier 2002.
En 2006, Candace crée une académie d'éducation chrétienne à domicile sur internet. En effet, Candace a été convertie au christianisme évangélique à l'âge de 12 ans. Son frère Kirk Cameron et sa belle-sœur suivaient déjà cette démarche religieuse. Elle est actuellement porte-parole national de House of Hope, une organisation chrétienne visant les adolescents basée à Orlando.

## Filmographie

### Cinéma

#### Longs métrages
- 1987 : La Vie à l'envers (Some Kind of Wonderful) de Howard Deutch : Cindy Nelson
- 1988 : Le Mot de la fin (Punchline) de David Seltzer : Carrie
- 1995 : Monster Mash: The Movie de Joel Cohen et Alec Sokolow : Mary (Juliet)
- 2007 : The Wager (en) de Judson Pearce Morgan : Cassandra
- 2015 : Faith of Our Fathers (en) de Carey Scott : Cynthia
- 2018 : F.R.E.D.I. de Sean Olson : F.R.E.D.I. (voix)
- 2024 : Unsung Hero de Richard L. Ramsey et Joel Smallbone : Kay Albright

#### Court métrage
- 2001 : The Krew de Matthew Warren : Chief Karls

### Télévision

#### Séries télévisées
- 1982-1984 : Hôpital St Elsewhere (St. Elsewhere) : Megan White (5 épisodes)
- 1983 : Alice : Une enfant (saison 8, épisode 10)
- 1984 : Hooker (T.J. Hooker) : Tina (saison 4, épisode 9)
- 1985 : Punky Brewster : Jennifer Bates (saison 2, épisode 12)
- 1987 : Madame est servie (Who's the Boss?) : Mona jeune (saison 3, épisode 23)
- 1987-1988 : Quoi de neuf docteur ? (Growing Pains) : Jenny Foster (saison 2, épisode 21 / saison 4, épisode 1)
- 1987-1995 : La Fête à la maison (Full House) : Donna Jo « D.J. » Tanner
- 1996 : Cybill : Hannah (saison 2, épisode 21)
- 1997 : Incorrigible Cory (Boy Meets World) : Millie (saison 5, épisode 5)
- 2001 : Destins croisés (Twice in a Lifetime) : Rose Hathaway (saison 2, épisode 16)
- 2005 : Phénomène Raven (That's So Raven) : Courtney Dearborn (saison 4, épisode 20)
- 2009 : Les Frères Scott (A Kiss To Build a Dream On) : (Saison 6 épisodes 21) Serveuse
- 2009 - 2012 : Championnes à tout prix (Make it or Break it) : Summer Van Horne (41 épisodes)
- 2014 : The Neighbors : Une femme (saison 2, épisode 22)
- 2015 - 2022 : Aurora Teagarden (The Aurora Teagarden Mysteries) : Aurora Teagarden (18 épisodes)
- 2016 - 2020 : La Fête à la maison : 20 ans après (Fuller House) : D.J. Tanner-Fuller (75 épisodes)
- Depuis 2024 : Ainsley McGregor Mysteries : Ainsley McGregor

#### Téléfilms
- 1988 : I Saw What You Did de Fred Walton : Julia Fielding
- 1990 : Camp Cucamonga (en) de Roger Duchowny : Amber Lewis
- 1995 : Secret mortel (Sharon's secret) de Michael Scott : Sharon
- 1995 : Demain, un autre jour (Visitor of the night) de Jorge Montesi : Katie English
- 1996 : Un amour étouffant (No One Would Tell) de Noel Nosseck : Stacy Collins
- 1996 : Kidz in the Wood (en) de Neal Israel : Donna
- 1996 : L'innocence perdue (She Cried No) de Bethany Rooney : Melissa Connell
- 1997 : Au-delà des rêves (NightScream) de Noel Nosseck : Drew Summers / Laura Fairgate
- 2008 : La Ville du Père Noël (Moonlight & Mistletoe) de Karen Arthur : Holly Crosby
- 2011 : Truth Be Told de Jonathan Frakes : Annie Morgan
- 2011 : The Heart of Christmas de Gary Wheeler : Megan Walsh
- 2012 : Un amour de chien (Puppy Love) de Harvey Frost : Megan Nolan
- 2013 : Finding Normal de Brian Herzlinger : Dr Lisa Leland
- 2013 : Un millier de flocons (Let It Snow) de Harvey Frost : Stéphanie Beck
- 2014 : L'étrange Noël de Lauren (Christmas Under Wraps) de Peter Sullivan : Lauren Brunell
- 2015 : Un couple presque parfait (Just the Way You Are) de Kristoffer Tabori : Jenny Wreitz
- 2015 : L'Escapade de Noël (A Christmas Detour) de Ron Oliver : Paige Summerlind
- 2016 : Le Temps d'un Noël (Journey Back to Christmas) de Mel Damski : Hanna Norris
- 2017 : Le Pacte secret de Noël (Switched for Christmas) de Lee Friedlander : Kate Lockhart / Chris Dixon
- 2018 : Les Souliers de Noëlle (A Shoe Addict's Christmas) : Noëlle Carpenter
- 2019 : Un Noël plein d'espoir (Christmas Town): Lauren Gabriel
- 2020 : Vivement Noël ! (If I Only Had Christmas) : Darcy
- 2021 : Le Grand Concours de Noël (The Christmas Contest) : Lara
- 2022 : A Christmas... Present : Maggie Larson
- 2023 : My Christmas Hero : Nicole Ramsey
- 2024 : A Christmas Less Traveled :  Desi
- 2024 : Home Sweet Christmas :  Sophie Marlow

### Productrice
- 1997 : Au-delà des rêves (NightScream) (téléfilm) : co-productrice
- 2001 : The Krew (court-métrage) : productrice exécutive
- 2001 : The Uncertainty Principle (documentaire) : productrice
- 2011 : The Heart of Christmas (téléfilm) : productrice
- 2014 : L'étrange Noël de Lauren (Christmas Under Wraps) (téléfilm) : productrice exécutive
- 2015 - présent : Aurora Teagarden (The Aurora Teagarden Mysteries) (série télévisée): productrice exécutive (14 épisodes)
- 2015 : L'Escapade de Noël (A Christmas Detour) (téléfilm) : productrice exécutive
- 2016 : Le Temps d'un Noël (Journey Back to Christmas) (téléfilm) : productrice exécutive
- 2016 : The View (émission de télévision) : productrice (2 épisodes)
- 2017 : Le Pacte secret de Noël (Switched for christmas) (téléfilm) : productrice exécutive
- 2018 - 2020 : La Fête à la maison : 20 ans après (Fuller House) (série télévisée) : productrice exécutive (31 épisodes)
- 2018 : Les Souliers de Noëlle (A Shoe Addict's Christmas) (téléfilm) : productrice exécutive
- 2019 : Un Noël plein d'espoir (Christmas Town) (téléfilm) : productrice exécutive
- 2021 : Le Grand Concours de Noël (The Christmas Contest) ((téléfilm) : productrice exécutive

## Distinctions

### Récompenses
- 1994 : Kids' Choice Awards de l'actrice préférée dans une série télévisée comique La Fête à la maison (Full House) (1987-1995).
- 18e cérémonie des Teen Choice Awards 2016 : Meilleure actrice dans une série télévisée comique pour La Fête à la maison : 20 ans après (2016-).
- 19e cérémonie des Teen Choice Awards 2017 : Meilleure actrice dans une série télévisée comique pour La Fête à la maison : 20 ans après (2016-).

### Nominations
- 1989 : Young Artist Awards de la meilleure jeune actrice dans une série télévisée comique La Fête à la maison (Full House) (1987-1995).
- 1990 : Young Artist Awards de la meilleure jeune distribution dans une série télévisée comique La Fête à la maison (Full House) (1987-1995) partagée avec Mary-Kate Olsen, Jodie Sweetin, Andrea Barber et Ashley Olsen.
- 1990 : Young Artist Awards de la meilleure jeune actrice dans une série télévisée comique La Fête à la maison (Full House) (1987-1995).
- 1991 : Kids' Choice Awards de l'actrice préférée dans une série télévisée comique La Fête à la maison (Full House) (1987-1995).
- 1991 : Kids' Choice Awards de l'amis TV préférée dans une série télévisée comique La Fête à la maison (Full House) (1987-1995) partagée avec Andrea Barber.
- 1991 : Young Artist Awards de la meilleure jeune distribution dans une série télévisée comique La Fête à la maison (Full House) (1987-1995) partagée avec Mary-Kate Olsen, Jodie Sweetin, Andrea Barber et Ashley Olsen.
- 1991 : Young Artist Awards de la meilleure jeune actrice dans une série télévisée comique La Fête à la maison (Full House) (1987-1995).
- 1992 : Kids' Choice Awards de l'actrice préférée dans une série télévisée comique La Fête à la maison (Full House) (1987-1995).
- 1992 : Young Artist Awards de la meilleure jeune distribution dans une série télévisée comique La Fête à la maison (Full House) (1987-1995) partagée avec Mary-Kate Olsen, Jodie Sweetin, Andrea Barber et Ashley Olsen.
- 1993 : Young Artist Awards de la meilleure jeune actrice dans une série télévisée comique La Fête à la maison (Full House) (1987-1995).
- 2004 : TV Land Awards de la famille non traditionnelle par excellence dans une série télévisée comique La Fête à la maison (Full House) (1987-1995) partagée avec Dave Coulier, Lori Loughlin, Mary-Kate Olsen, Ashley Olsen, Bob Saget, John Stamos et Jodie Sweetin.
- 31e cérémonie des Kids' Choice Awards 2018 : Actrice TV préférée dans une série télévisée comique pour La Fête à la maison : 20 ans après (2016-).
- 20e cérémonie des Teen Choice Awards 2018 : Meilleure actrice dans une série télévisée comique pour La Fête à la maison : 20 ans après (2016-).
- 32e cérémonie des Kids' Choice Awards 2019 : Star féminine TV préférée dans une série télévisée comique pour La Fête à la maison : 20 ans après (2016-).
- 21e cérémonie des Teen Choice Awards 2019 : Meilleure actrice dans une série télévisée comique pour La Fête à la maison : 20 ans après (2016-).
- 33e cérémonie des Kids' Choice Awards 2020 : Star féminine TV préférée dans une série télévisée comique pour La Fête à la maison : 20 ans après (2016-).